# Tom Flammang
Tom Flammang (né le 12 janvier 1978 à Esch-sur-Alzette) est un coureur cycliste luxembourgeois, devenu ensuite directeur sportif de l'équipe Leopard.

## Palmarès sur route

### Par années
- 1998
  -  Champion du Luxembourg sur route
- 1999
  - 2e étape de l'Arden Challenge
  - 3e de l'Arden Challenge
- 2005
  - 4e étape de la Flèche du Sud
  -  Médaillé d'argent de la course en ligne des Jeux des petits États d'Europe
- 2006
  - 1re étape de la Flèche du Sud
- 2008
  -  Champion du Luxembourg des élites sans contrat
  - 3e étape de la Flèche du Sud
- 2012
  - 2e du championnat du Luxembourg des élites sans contrat

### Classements mondiaux
| Année           | 2005 | 2006 | 2007 | 2008 | 2009 | 2010  |
| --------------- | ---- | ---- | ---- | ---- | ---- | ----- |
| UCI Europe Tour | 777e | 561e |      | 974e |      | 1134e |

## Palmarès en cyclo-cross
| - 1993-1994 - 3e du championnat du Luxembourg de cyclo-cross débutants - 1995-1996 - 2e du championnat du Luxembourg de cyclo-cross juniors - 1998-1999 - 3e du championnat du Luxembourg de cyclo-cross espoirs - 2003-2004 - Champion du Luxembourg de cyclo-cross | - 2004-2005 - Cyclo-cross de Cessange - 2e du championnat du Luxembourg de cyclo-cross - 2008-2009 - 3e du championnat du Luxembourg de cyclo-cross - 2013-2014 - 2e du championnat du Luxembourg de cyclo-cross |  |